# Turner Hall (Milwaukee)

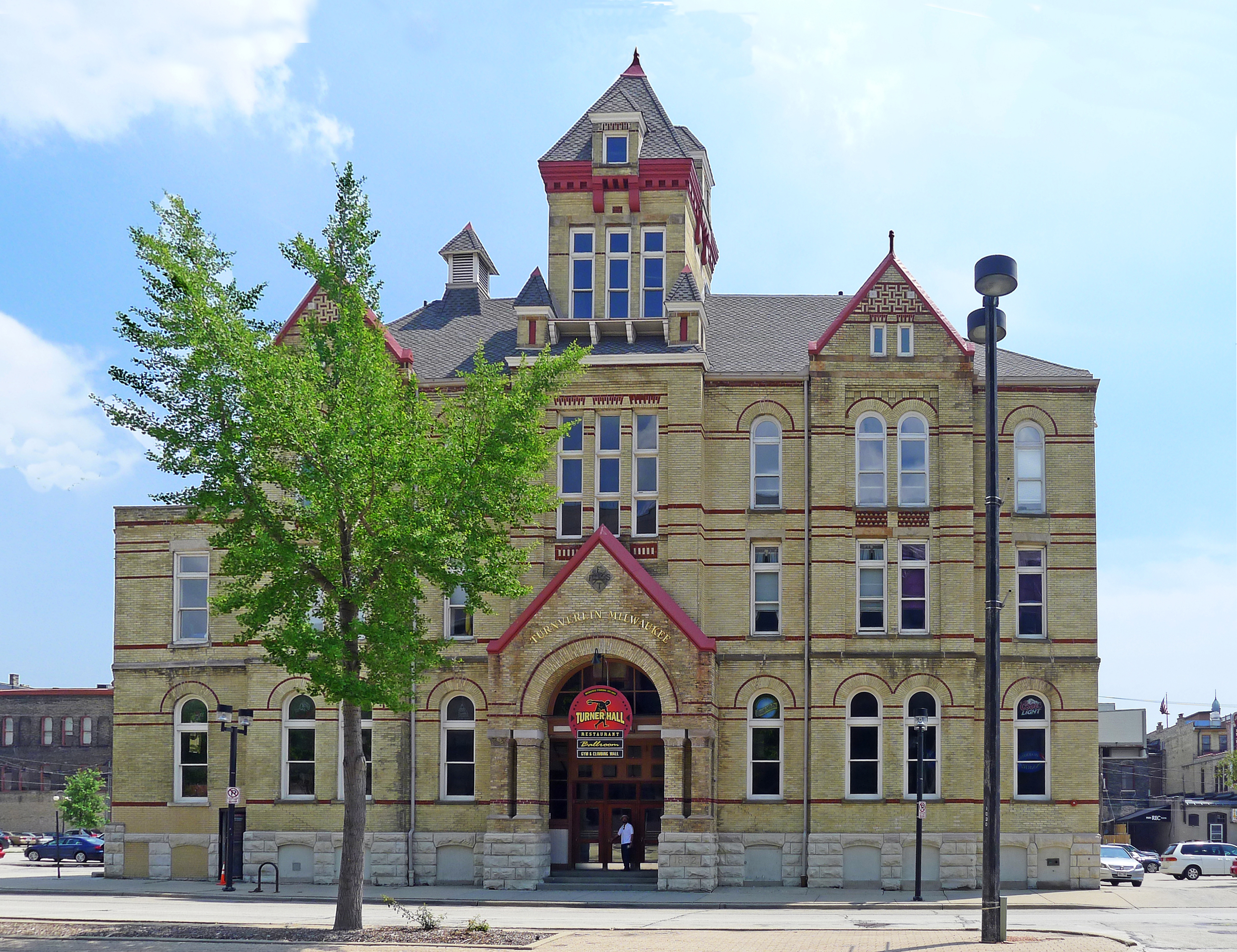
Turner Hall Milwaukee

Turner Hall ist ein historisches, denkmalgeschütztes Gebäude, in Milwaukee, Wisconsin in den USA. Das Gebäude wurde für den 1853 gegründeten deutsch-amerikanischen Sozialistischen Turnverein (heute: Milwaukee Turners) gebaut.

## Architektur
Das vierstöckige Gebäude wurde vom Architekten Henry C. Koch geplant und im Stil des Historismus 1882 ausgeführt und 1883 bezogen. Der Innenraum verfügt über einen zweistöckigen Ballsaal mit Balkon, Fitnessräume, Restaurant / Bierhalle sowie Konferenzräume.
1994 wurde das Gebäude vom Gouverneur als eines der zehn wichtigsten historischen Gebäude in Wisconsin bezeichnet. 1996 wurde es als National Historic Landmark eingestuft. 2000 wurde der Turner Ballroom Preservation Trust gegründet zur Renovierung und Erhaltung des historischen Ballraums.
Turner Hall ist das einzige Gebäude in Milwaukee, das als ein nationales Wahrzeichen gilt, im National Registry of Historic Places aufgenommen ist und als National Historic Landmark gilt.